# 카피프로드

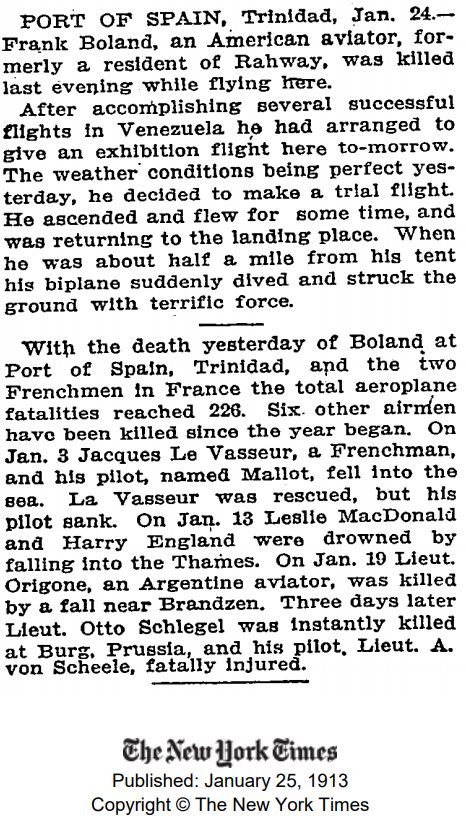

카피프로드(copyfraud)는 카피라이트를 오용한 소유권 청구를 기술하는 용어이다.
카피프로드는 대개 다음과 같이 이루어진다.
- 공공 도메인 소재의 저작권에 대한 소유권을 청구

- 저작권자가 법이 허용하는 범위 이상에 대한 제약을 부과

- 사본이나 문서의 소유권의 기초에 관한 저작권을 청구

- 다른 매체에서의 공공 도메인 작품을 출판함으로써 저작권의 소유권을 청구

저작권 관련 처벌이 약한 편이고 법 집행도 느슨한 편이기 때문에 카피프로드는 보통 성공하는 경향이 있다.

## 같이 보기
- 특허 괴물